# Меса-Рика
Меса-Рика (англ. Mesa Rica) — містечко у мексиканському штаті Сонора.

## Географія
Розташована у найбільш західній частині штату.

### Клімат
Містечко знаходиться у зоні, котра характеризується кліматом тропічних пустель. Найтепліший місяць — липень із середньою температурою 31.9 °C (89.4 °F). Найхолодніший місяць — січень, із середньою температурою 12.6 °С (54.7 °F).
| Клімат Меса-Рики        | Клімат Меса-Рики | Клімат Меса-Рики | Клімат Меса-Рики | Клімат Меса-Рики | Клімат Меса-Рики | Клімат Меса-Рики | Клімат Меса-Рики | Клімат Меса-Рики | Клімат Меса-Рики | Клімат Меса-Рики | Клімат Меса-Рики | Клімат Меса-Рики | Клімат Меса-Рики |
| Показник                | Січ.             | Лют.             | Бер.             | Квіт.            | Трав.            | Черв.            | Лип.             | Серп.            | Вер.             | Жовт.            | Лист.            | Груд.            | Рік              |
| Абсолютний максимум, °C | 33               | 38               | 39               | 43               | 49               | 51               | 59,5             | 51               | 48               | 50               | 48               | 41               | 59,5             |
| Середній максимум, °C   | 20,8             | 23,3             | 26,2             | 30               | 35,1             | 39               | 40,7             | 40,2             | 38,3             | 33,8             | 26               | 21               | 31,2             |
| Середня температура, °C | 12,6             | 14,6             | 16,9             | 20,3             | 24,6             | 28,5             | 31,9             | 31,9             | 29,3             | 24,2             | 17               | 12,8             | 22,1             |
| Середній мінімум, °C    | 4,4              | 5,9              | 7,6              | 10,6             | 14,2             | 18               | 23,1             | 23,6             | 20,4             | 14,6             | 8,1              | 4,6              | 12,9             |
| Абсолютний мінімум, °C  | −6               | −5,5             | −3,5             | 1                | 4,5              | 0,5              | 1                | 3,5              | 0,8              | −1               | −2,5             | −6               | −6               |
| Норма опадів, мм        | 6                | 5                | 5                | 2                | 1                | 3                | 2                | 10               | 7                | 7                | 4                | 8                | 59               |
| Днів з дощем            | 1,3              | 1                | 0,9              | 0,5              | 0,1              | 0,4              | 0,5              | 1,1              | 0,7              | 0,6              | 0,7              | 1,3              | 9,1              |
| ----------------------- | ---------------- | ---------------- | ---------------- | ---------------- | ---------------- | ---------------- | ---------------- | ---------------- | ---------------- | ---------------- | ---------------- | ---------------- | ---------------- |
| Джерело: Weatherbase    |                  |                  |                  |                  |                  |                  |                  |                  |                  |                  |                  |                  |                  |